# Tournedos-Bois-Hubert
Pour les articles homonymes, voir Hubert.
Tournedos-Bois-Hubert est une commune française située dans le département de l'Eure, en région Normandie.

## Géographie

### Localisation
| Graveron-Sémerville        | Graveron-Sémerville, Quittebeuf |              |
| Graveron-Sémerville, Ormes | Tournedos-Bois-Hubert           | Bernienville |
| Ormes                      | Ormes                           | Claville     |

### Hydrographie
La commune est située dans le bassin Seine-Normandie. Elle n'est drainée par aucun cours d'eau,. Néanmoins quatre plans d'eau sont présents sur le territoire communal : la mare Constance (0,08 ha), la mare de la Rue (0,06 ha), la mare Dulong (0,08 ha) et la mare Tabourg (0,03 ha),.

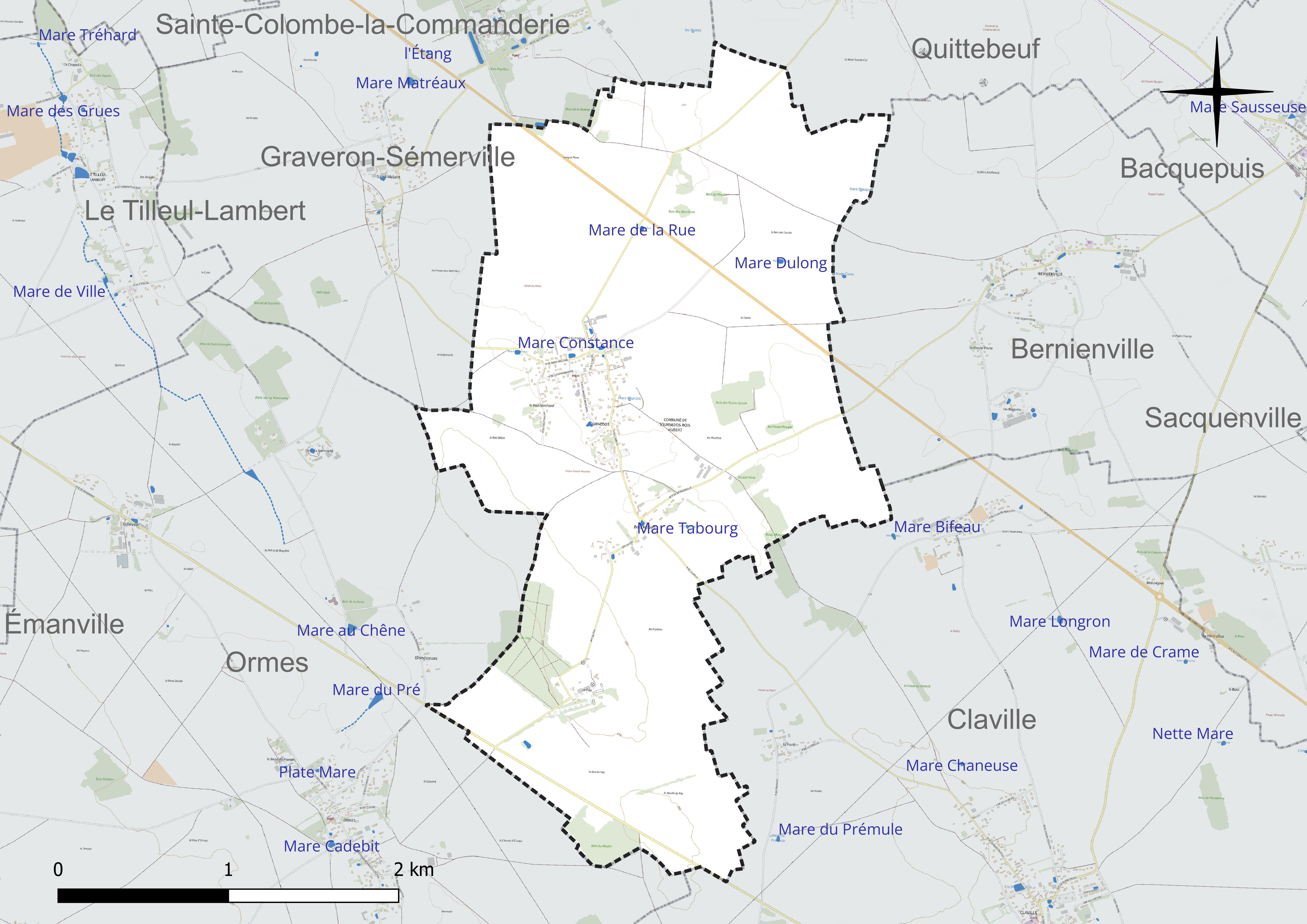
Réseau hydrographique de Tournedos-Bois-Hubert.

### Climat
Pour des articles plus généraux, voir Climat de la Normandie et Climat de l'Eure.
En 2010, le climat de la commune est de type climat océanique dégradé des plaines du Centre et du Nord, selon une étude du CNRS s'appuyant sur une série de données couvrant la période 1971-2000. En 2020, Météo-France publie une typologie des climats de la France métropolitaine dans laquelle la commune est exposée à un climat océanique et est dans la région climatique  Côtes de la Manche orientale, caractérisée par un faible ensoleillement (1 550 h/an) ; forte humidité de l’air (plus de 20 h/jour avec humidité relative > 80 % en hiver), vents forts fréquents. Parallèlement le GIEC normand, un groupe régional d’experts sur le climat, différencie quant à lui, dans une étude de 2020, trois grands types de climats pour la région Normandie, nuancés à une échelle plus fine par les facteurs géographiques locaux. La commune est, selon ce zonage, exposée à un « climat des plateaux abrités », correspondant aux plaines agricoles de l’Eure, avec une pluviométrie beaucoup plus faible que dans la plaine de Caen en raison du double effet d’abri provoqué par les collines du Bocage normand et par celles qui s’étendent sur un axe du Pays d'Auge au Perche.
Pour la période 1971-2000, la température annuelle moyenne est de 10,4 °C, avec  une amplitude thermique annuelle de 13,7 °C. Le cumul annuel moyen de précipitations est de 677 mm, avec 11,2 jours de précipitations en janvier et 8,1 jours en juillet. Pour la période 1991-2020, la température moyenne annuelle observée sur la station météorologique la plus proche, située sur la commune de Huest à 17 km à vol d'oiseau, est de 11,2 °C et le cumul annuel moyen de précipitations est de 600,6 mm,. Pour l'avenir, les paramètres climatiques de la commune estimés pour 2050 selon différents scénarios d’émission de gaz à effet de serre sont consultables sur un site dédié publié par Météo-France en novembre 2022.

## Urbanisme

### Typologie
Au 1er janvier 2024, Tournedos-Bois-Hubert est catégorisée commune rurale à habitat dispersé, selon la nouvelle grille communale de densité à 7 niveaux définie par l'Insee en 2022.
Elle est située hors unité urbaine. Par ailleurs la commune fait partie de l'aire d'attraction d'Évreux, dont elle est une commune de la couronne,. Cette aire, qui regroupe 108 communes, est catégorisée dans les aires de 50 000 à moins de 200 000 habitants,.

### Occupation des sols
L'occupation des sols de la commune, telle qu'elle ressort de la base de données européenne d’occupation biophysique des sols Corine Land Cover (CLC), est marquée par l'importance des territoires agricoles (91,5 % en 2018), en diminution par rapport à 1990 (94,3 %). La répartition détaillée en 2018 est la suivante : 
terres arables (88,9 %), zones urbanisées (5,9 %), zones agricoles hétérogènes (2,6 %), forêts (2,6 %). L'évolution de l’occupation des sols de la commune et de ses infrastructures peut être observée sur les différentes représentations cartographiques du territoire : la carte de Cassini (XVIIIe siècle), la carte d'état-major (1820-1866) et les cartes ou photos aériennes de l'IGN pour la période actuelle (1950 à aujourd'hui).

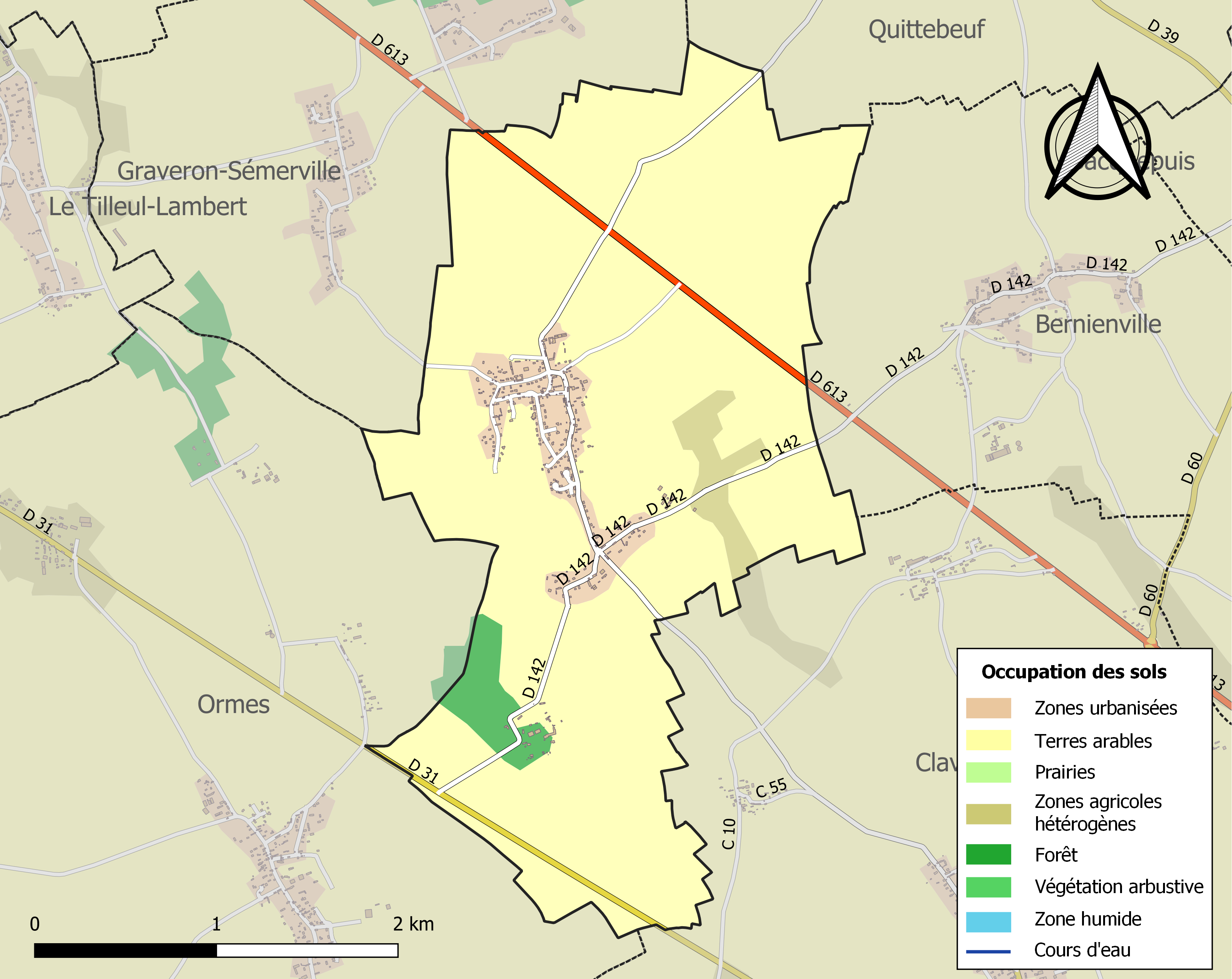
Carte des infrastructures et de l'occupation des sols de la commune en 2018 (CLC).

## Toponymie
Ancienne commune de Tournedos-la-Campagne rattachée en 1845 à celle Bois-hubert.
Tournedos est attestée sous les formes Tornedos en 1200 (charte de Saint-Étienne-de-Renneville), Tortedos vers 1210 (cartulaire du chap. d’Évreux), Tournedoz en 1562 (arrière-ban), Tournedos-Boishubert en 1869.
 
Composé verbal « tourne dos » dont le sens toponymique est obscur.
Bois-hubert est attestée sous les formes Boscus Huberti en 1183 (titres de la cath. d’Évreux), Boshubert en 1700 (dépt de l’élection de Conches).

« Le bois d'Hucbertus », Hubert, nom de personne de type germanique.

## Histoire
En 1845, Les communes de Tournedos et de Bois-Hubert fusionnent.

## Héraldique
|  | Les armes de la ville se blasonnent ainsi : coupé : au 1) parti au I d’azur à l’épée d’or et à l’ancre du même passées en sautoir et eu II de gueules à l’épi de blé tigé et feuillé d’or, au 2) de sable fretté d’or. |

## Politique et administration
| Période                                  | Période  | Identité      | Étiquette | Qualité                    |
| ---------------------------------------- | -------- | ------------- | --------- | -------------------------- |
| mars 2001                                | En cours | Roger Wallart | UMP-LR    | Retraité Fonction publique |
| Les données manquantes sont à compléter. |          |               |           |                            |

## Démographie
L'évolution du nombre d'habitants est connue à travers les recensements de la population effectués dans la commune depuis 1793. Pour les communes de moins de 10 000 habitants, une enquête de recensement portant sur toute la population est réalisée tous les cinq ans, les populations de référence des années intermédiaires étant quant à elles estimées par interpolation ou extrapolation. Pour la commune, le premier recensement exhaustif entrant dans le cadre du nouveau dispositif a été réalisé en 2005.

En 2022, la commune comptait 450 habitants, en évolution de −2,17 % par rapport à 2016 (Eure : −0,25 %, France hors Mayotte : +2,11 %).
| 1793 | 1800 | 1806 | 1821 | 1831 | 1836 | 1841 | 1846 | 1851 |
| ---- | ---- | ---- | ---- | ---- | ---- | ---- | ---- | ---- |
| 220  | 227  | 246  | 211  | 234  | 235  | 223  | 296  | 273  |

| 1856 | 1861 | 1866 | 1872 | 1876 | 1881 | 1886 | 1891 | 1896 |
| ---- | ---- | ---- | ---- | ---- | ---- | ---- | ---- | ---- |
| 245  | 241  | 237  | 218  | 209  | 217  | 216  | 216  | 212  |

| 1901 | 1906 | 1911 | 1921 | 1926 | 1931 | 1936 | 1946 | 1954 |
| ---- | ---- | ---- | ---- | ---- | ---- | ---- | ---- | ---- |
| 222  | 201  | 209  | 189  | 184  | 199  | 169  | 153  | 137  |

| 1962 | 1968 | 1975 | 1982 | 1990 | 1999 | 2005 | 2006 | 2010 |
| ---- | ---- | ---- | ---- | ---- | ---- | ---- | ---- | ---- |
| 139  | 113  | 152  | 266  | 299  | 301  | 302  | 312  | 407  |

| 2015 | 2020 | 2022 | - | - | - | - | - | - |
| ---- | ---- | ---- | - | - | - | - | - | - |
| 465  | 464  | 450  | - | - | - | - | - | - |

## Culture locale et patrimoine

### Lieux et monuments
- Église Saint-Leufroy
- Église Saint-Sauveur (détruite)
- Château du Fay (Bois-Hubert), résidence de François Cyprien Antoine Lieudé de Sepmanville, maire dÉvreux. Demeure incendiée en 1944.

### Personnalités liées à la commune

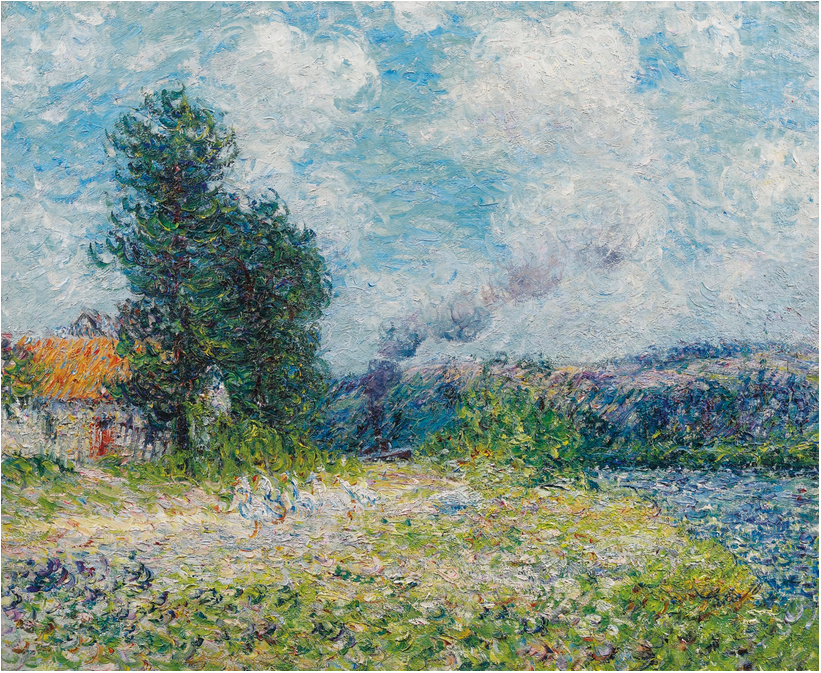

- François Cyprien Antoine Lieudé de Sepmanville (1762-1817), maire d'Évreux, a sa sépulture dans le cimetière de l'église Saint-Leufroy.
- Gustave Loiseau (1865-1935), peintre postimpressionniste français a peint plusieurs toiles de Saint-Cyr-du-Vaudreuil et des environs de la rivière Eure, dont une représentation de Tournedos.